# 巴杜莱斯
巴杜莱斯，是西班牙阿拉贡自治区萨拉戈萨省的一个市镇。 总面积20平方公里，总人口112人（2001年），人口密度6人/平方公里。